# Michael Hillegas

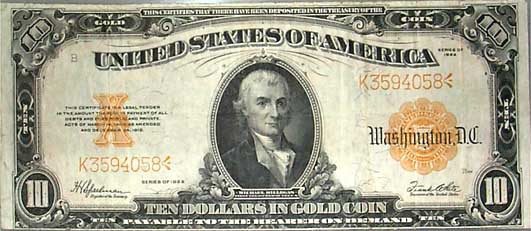
1907 $10 zlatý certifikát s Hillegasovým portrétem

Michael Hillegas (22. dubna 1729 Filadelfie – 29. září 1804 Filadelfie) byl první pokladník USA – Treasurer of the United States.

## Životopis
Narodil se ve Filadelfii, a byl synem Margarety Schiebenstockové (1710–1770) a George Michaela Hillegase (1696–1749), imigranta z Německa, který obchodoval s cukrem a železem. Syn Michael tak měl svobodu a zdroje k účasti v místní politice. Oženil se s Henriettou Boude 10. května 1753 v Christ Church ve Filadelfii a měl s ní mnoho dětí. Byl členem Pennsylvania Provincial Assembly od roku 1765 do 1775 a sloužil jako pokladník Committee of Safety pod Benjaminem Franklinem v roce 1774.

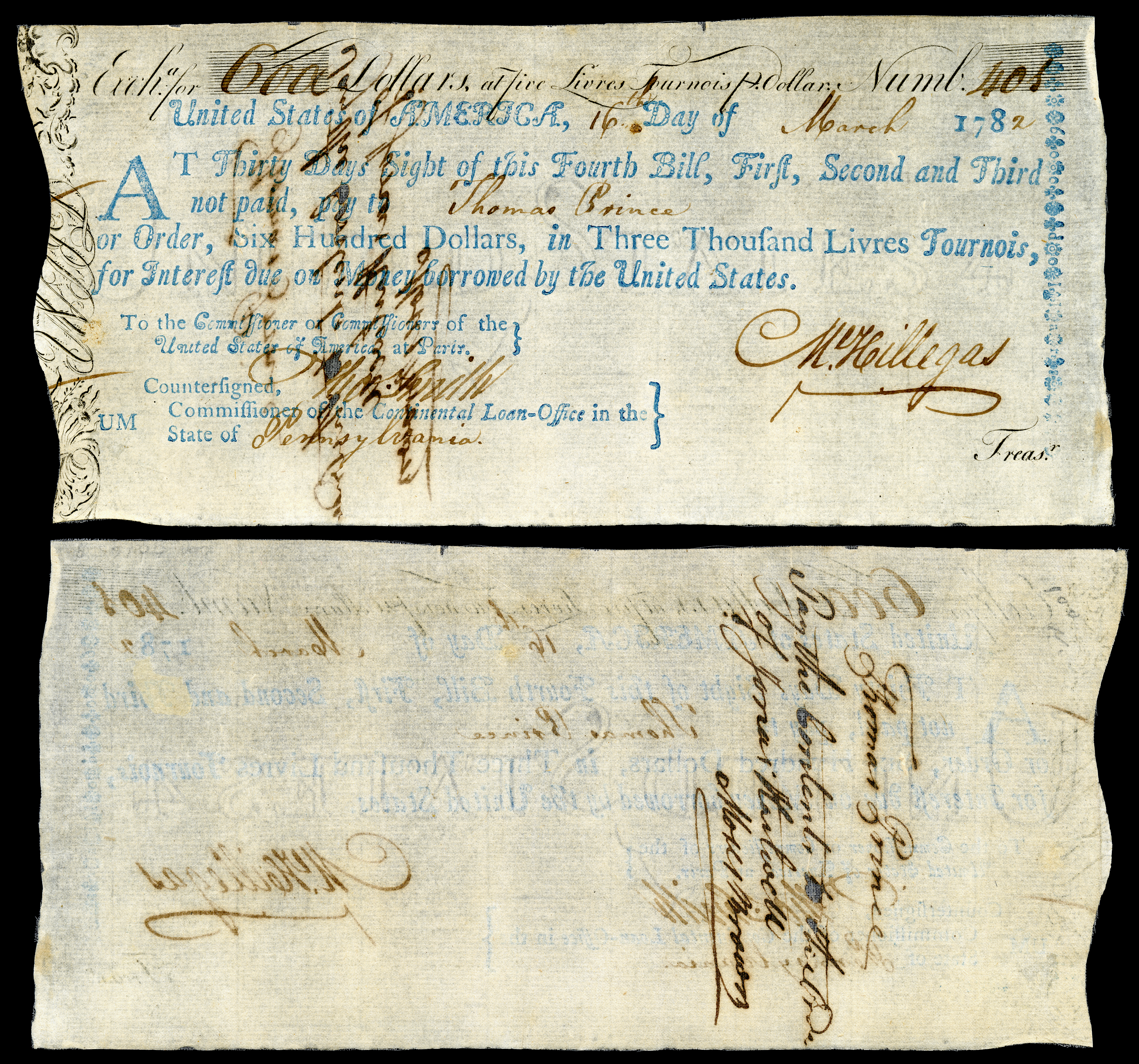
Šek podepsaný Hillegasem jako Treasurer of the United States (1782)

Dne 29. července 1775 byli Hillegas a patriot George Clymer jmenováni od Continental Congress na sdílený úřad Treasurer of the United Colonies.
Po Clymerově rezignaci 6. srpna 1776 Hillegas výhradně zastával úřad po celou zbývající dobu trvání americké revoluce a použil hodně z vlastního jmění na jeho podporu. Jeho synovi Samuelu Hillegasovi byla rovněž dána pravomoc podepisovat novou měnu, která je známá jako "Continentals". Hillegas také sloužil krátce jako proviantní důstojník armády. Dne 9. září 1776 změnil Continental Congress oficiálně jméno země na Spojené státy americké, ale titul Hillegase se oficiálně nezměnil až do března 1778. Dne 11. září 1789 Kongres vytvořil ministerstvo financí a Alexander Hamilton složil slib jako první Secretary of the Treasury. Téhož dne Hillegas rezignoval a Samuel Meredith byl jmenován pokladníkem.
Hillegas byl také člen American Philosophical Society, společně s Franklinem. Zemřel ve Filadelfii a je pohřben nedaleko Franklina na Christ Church Burial Ground. Na konci 19. století jeho potomci požádali, aby se jeho portrét objevil na desetidolarovém zlatém certifikátu v sérii vydané v letech 1907 a 1922.